# 2868 Upupa
2868 Upupa eller 1972 UA är en asteroid i huvudbältet som upptäcktes den 30 oktober 1972 av den Schweiziska astronomen Paul Wild vid Observatorium Zimmerwald. Den har fått sitt namn efter det vetenskapliga namnet på Härfåglar.
Asteroiden har en diameter på ungefär 12 kilometer.